# Лютеркофен-Іхертсвіль
Лютеркофен-Іхертсвіль (нім. Lüterkofen-Ichertswil) — громада  в Швейцарії в кантоні Золотурн, округ Бухеггберг.

## Географія
Громада розташована на відстані близько 25 км на північ від Берна, 6 км на південний захід від Золотурна.
Лютеркофен-Іхертсвіль має площу 4,4 км², з яких на 13% дозволяється будівництво (житлове та будівництво доріг), 52,6% використовуються в сільськогосподарських цілях, 33,9% зайнято лісами, 0,5% не є продуктивними (річки, льодовики або гори).

## Демографія
2019 року в громаді мешкало 829 осіб (+13,6% порівняно з 2010 роком), іноземців було 7,6%. Густота населення становила 187 осіб/км².
За віковим діапазоном населення розподілялося таким чином: 20,9% — особи молодші 20 років, 56,3% — особи у віці 20—64 років, 22,8% — особи у віці 65 років та старші. Було 363 помешкань (у середньому 2,3 особи в помешканні).
Із загальної кількості 172 працюючих 28 було зайнятих в первинному секторі, 37 — в обробній промисловості, 107 — в галузі послуг.